# Sébastien Grignard
Pour les articles homonymes, voir Grignard.
Sébastien Grignard (né le 29 avril 1999 à Mons) est un coureur cycliste belge, membre de l'équipe Lotto-Dstny.

## Biographie
Sébastien Grignard passe professionnel en 2021 au sein de l'équipe Lotto-Soudal, qui l'engage deux ans. En avril, il est membre de l'échappée du jour sur l'Amstel Gold Race.
En avril 2022, il dispute le Tour des Flandres, où il participe à la première échappée.

## Palmarès et résultats

### Palmarès par année
- 2014
  - 3e du championnat du Hainaut du contre-la-montre débutants
- 2015
  - Ronde de Dottignies
- 2016
  - Champion du Hainaut du contre-la-montre juniors
  - 2e du Chrono des Nations juniors
  - 3e du championnat de Wallonie du contre-la-montre juniors
- 2017
  -  Champion de Belgique sur route juniors[2]
  -  Champion de Belgique du contre-la-montre juniors[3]
  - Chrono des Herbiers juniors[4]
  - 2e de La Philippe Gilbert Juniors
  -  Médaillé de bronze du championnat d'Europe du contre-la-montre juniors[5]
- 2019
  - 3e du championnat de Belgique sur route espoirs
- 2020
  - Mémorial Igor Decraene[6]
  - 2e de Bruxelles-Opwijk

### Résultats sur les grands tours

#### Tour de France
2 participations
- 2024 : 129e
- 2025 : 144e

#### Tour d'Espagne
1 participation
- 2023 : 118e

### Classements mondiaux
| Année                                 | 2019  | 2020  | 2021  | 2022  | 2023  |
| ------------------------------------- | ----- | ----- | ----- | ----- | ----- |
| Classement mondial                    | 1744e | 1787e | 2339e | 2511e | 2706e |
| UCI Europe Tour                       | 1155e | 1318e | 1561e | 1535e | nc    |
|                                       |       |       |       |       |       |
| Légende : nc = non classéSource : UCI |       |       |       |       |       |